# Cyclopinodes intermedia
Cyclopinodes intermedia är en kräftdjursart som beskrevs av Lindberg 1953. Cyclopinodes intermedia ingår i släktet Cyclopinodes och familjen Cyclopinidae. Inga underarter finns listade i Catalogue of Life.